# Acropora cerealis
San hô lỗ đỉnh hạt (Acropora cerealis) là một loài san hô trong họ San hô lỗ đỉnh (Acroporida)). Loài này được Dana mô tả khoa học năm 1846.
Loài này có ở vùng biển Việt Nam.